# Jim Clack
James Thomas Clack (Rocky Mount, 26 ottobre 1947 – Greensboro, 7 aprile 2006) è stato un giocatore di football americano statunitense che ha giocato nel ruolo di offensive guard nella National Football League (NFL), vincendo due Super Bowl negli anni settanta coi Pittsburgh Steelers.

## Carriera professionistica
Cklack fu scelto nel quinto giro del Draft NFL 1971 dai Pittsburgh Steelers, vincendo due Super Bowl nel 1974 e 1975. Nell'aprile del 1978 fu scambiato (assieme al wide receiver Ernie Pough) coi New York Giants per l'offensive lineman John Hicks, dove trascorse quattro stagioni
Fu dopo il suo snap che Joe Pisarcik commise il fumble recuperato da Herman Edwards alla fine della gara del 19 novembre 1978 contro i Philadelphia Eagles al Giants Stadium, costando alla squadra una sicura vittoria, in una giocata in seguito divenuta nota tra i tifosi degli Eagles e il resto della lega come "The Miracle at the Meadowlands" e come "The Fumble" tra i tifosi dei Giants.

## Palmarès

### Franchigia
- Super Bowl : 2

Pittsburgh Steelers: IX, X
- American Football Conference Championship: 2

Pittsburgh Steelers: 1974, 1975

## Statistiche
| Partite totali | 146 |